# J. Jeeves
J. Jeeves là một cầu thủ bóng đá người Anh thi đấu ở vị trí hậu vệ cho Sheffield United.

## Sự nghiệp thi đấu
Jeeves là cầu thủ nghiệp dư thi đấu cho Sheffield Club khi trở thành cầu thủ khách mời cho Sheffield United vào cuối mùa giải đầu tiên của đội. Mặc dù chủ yếu thi đấu ở các trận giao hữu Jeeves đã thi đấu cho The Blades ở cả Cúp FA và Midland Counties League.